# Tymienica Nowa
Tymienica Nowa (do 31 grudnia 2002 Nowa Tymienica) – wieś sołecka w Polsce położona w województwie mazowieckim, w powiecie lipskim, w gminie Chotcza.
Miejscowość jest siedzibą rzymskokatolickiej parafii św. Tekli.
W latach 1975–1998 miejscowość administracyjnie należała do województwa radomskiego. 1 stycznia 2003 nastąpiła zmiana nazwy wsi z Nowa Tymienica na Tymienica Nowa.

## Części wsi
| SIMC    | Nazwa   | Rodzaj    |
| ------- | ------- | --------- |
| 0616362 | Krótka  | część wsi |
| 0616379 | Zarowie | część wsi |

## Historia
Tymienica istniała najprawdopodobniej w połowie XVI w., gdyż w spisie podatkowym z roku 1569 wzmiankowano Tymieńskich w Jasieńcu i Zajączkowie. W roku 1644 właścicielem Tymienicy był Stanisław Witkowski, kasztelan sandomierski, dziedzic Jedlińska. Następnie własnością kolegium pijarskiego w Radomiu.
W roku 1827 w Tymienicy było 27 domów i 244 mieszkańców.
Pod koniec XIX w. folwark Tymienica liczył 1314 morgów powierzchni: z czego grunty orne i ogrody zajmowały 766 morgów, lasy 290, łąki 99, zarośla 106, nieużytki 99 morgów. We wsi Tymienica naliczono 46 zabudowań i 328 mieszkańców.
W miejscowości znajduje się kościół pod wezwaniem Św. Tekli, a w nim obraz Św. Tekli autorstwa malarza tematyki chrześcijańskiej z Kazimierza Dolnego - Antoniego Michalaka. Parafia liczy obecnie około 1160 wiernych.